# Ein toller Käfer
Ein toller Käfer ist eine US-amerikanische Filmkomödie aus dem Jahr 1968 mit dem Wunder-Käfer Herbie als Hauptfigur.

## Handlung
Der erfolglose Rennfahrer Jim Douglas lernt in einem Autogeschäft nicht nur dessen Besitzer Thorndyke und seine Sekretärin Carola (im Original: Carole), sondern auch einen VW Käfer kennen, der offensichtlich mit einem Eigenleben ausgestattet ist. Als das wundersame Gefährt Jim sogar bis nach Hause folgt, ist dieser genötigt, den Wagen zu kaufen. Als Erstes verhilft Herbie, wie Jims Freund Teddy den kleinen Wagen tauft, Jim und Carola zu einem Date.
Jim richtet den Käfer wieder her und fährt mit dem Wagen diverse Rennsiege ein. Aus diesem und den nächsten Rennen gehen Jim und Herbie siegreich hervor. Bei einem Date von Jim und Carola füllt der frustrierte Thorndyke von Teddy servierten Irish Coffee in Herbies Tank; beim nun folgenden Rennen von Riverside bleibt Herbie infolgedessen liegen und Thorndyke gewinnt das Rennen.
Carola kündigt daraufhin bei Thorndyke und schließt sich Jim, Herbie und Teddy an. Der übermütig gewordene Jim kauft sich für das bevorstehende Rennen von El Dorado einen roten Lamborghini 400 GT; als Jim Herbie auch noch an Thorndyke verkaufen will, zertrümmert Herbie den Lamborghini 400 GT und flüchtet; Thorndyke, der Herbie unbedingt haben will, lässt seine Leute nach dem VW Käfer suchen. Ein Versuch, Herbie auseinanderzunehmen, um sein Geheimnis zu erforschen, scheitert, als Herbie sich in einem asiatischen Festzug versteckt. Jim kann Herbie gerade noch davon abhalten, sich von der Golden Gate Bridge zu stürzen. Während seiner Flucht beschädigt Herbie ein Ladengeschäft, weshalb seine Beschlagnahmung droht. Jim und Teddy kommen jedoch mit dem Ladenbesitzer und Unternehmer Mr. Wu überein, dass, wenn Jim beim Rennen von El Dorado siegt, Mr. Wu das Preisgeld bekommt und Jim Herbie behalten darf.
Um den arg ramponierten Herbie für das bevorstehende Rennen wieder fit zu machen, ist Teddy gezwungen, den Wagen in der Mitte durchzutrennen und anschließend wieder zu verschweißen.
Mr. Wu wettet mit Thorndyke über den Ausgang des Rennens mit Herbie als Einsatz. Als nach dem ersten Renntag die Aussichten für Jim und seine Freunde schlecht aussehen – auch wegen diverser Sabotageakte Thorndykes – und Thorndyke sein Eigentum an Herbie einfordert, gewinnt Herbie seine Energie zurück. Durch die Beanspruchungen während des Rennens reißt jedoch Herbies Schweißnaht, und so kommt es, dass Herbie den ersten und den dritten Platz belegt: Zuerst fährt das Hinterteil Herbies (Der VW Käfer hat seinen Motor im Heck.) über die Ziellinie, danach folgt Thorndyke und anschließend Herbies Vorderteil.
Da Thorndyke seine Wette mit Mr. Wu somit verliert, übernimmt Mr. Wu Thorndykes Autogeschäft. Thorndyke und sein Assistent Haferstroh (im Original: Havershaw) müssen für Mr. Wu als Mechaniker arbeiten; Jim und Carola heiraten.

## Deutsche Fassung
Die deutsche Synchronbearbeitung entstand 1969. Kinostart war in der Bundesrepublik Deutschland am 11. September 1969.
| Rolle                       | Darsteller      | Synchronsprecher       |
| --------------------------- | --------------- | ---------------------- |
| Jim Douglas                 | Dean Jones      | Thomas Danneberg       |
| Carole Bennett              | Michele Lee     | Marianne Lutz          |
| Peter Thorndyke             | David Tomlinson | Friedrich Schoenfelder |
| Tennessee „Teddy“ Steinmetz | Buddy Hackett   | Klaus Havenstein       |
| Haferstroh                  | Joe Flynn       | Gerd Duwner            |
| Mr. Wu                      | Benson Fong     | Herbert Stass          |
| Verbandspräsident           | Andy Granatelli | Hans W. Hamacher       |
| Polizist                    | Barry Kelley    | Joachim Nottke         |
| Detective                   | Joe E. Ross     | Erich Fiedler          |

## Kritiken
„Ein turbulentes modernes Märchen aus der Walt-Disney-Werkstatt, angereichert mit vielen hübschen Gags. Heiter-sympathische Unterhaltung, freilich nicht ohne Längen und mit einigen allzu übertriebenen Sentimentalitäten.“

„Die Chance, eine quasi tiefsinnige Komödie über das so lohnende und aktuelle Thema des Verhältnisses des Menschen zum Auto zu drehen, wurde verpaßt. Übrig bleibt ein ziemlich ärmlicher Witz.“

Die Filmbewertungsstelle Wiesbaden verlieh der Produktion das Prädikat wertvoll.

## Auszeichnungen
1968 wurde Ein toller Käfer mit der Goldenen Leinwand ausgezeichnet.
Im selben Jahr belegte der Film beim Laurel Award den zweiten Platz in der Kategorie Beste Komödie; Dean Jones bekam eine Nominierung in der Kategorie Bester Hauptdarsteller in einer Komödie.

## Fortsetzungen
Dem Film folgten fünf Fortsetzungen: 1973 entstand Herbie groß in Fahrt, drei Jahre später wurde Der tolle Käfer in der Rallye Monte Carlo gedreht und schließlich wurde mit Herbie dreht durch 1980 die dritte Fortsetzung inszeniert. 1997 entstand ein Fernsehfilm mit dem Titel Ein toller Käfer kehrt zurück. Im Jahr 2005 wurde mit Herbie Fully Loaded – Ein toller Käfer startet durch ein neuer Kinofilm produziert.
Ende Juni 2017 wurde bekannt, dass eine neue Herbie-Fernsehserie in Planung ist.
Zwischen 1971 und 1979 wurde in Deutschland eine mehrteilige Kinoreihe über den VW Käfer Dudu produziert, deren Vorbild die Filmreihe über Herbie ist.